# Liste der Nummer-eins-Hits in der Slowakei (2017)
Dies ist eine Liste der Nummer-eins-Hits in der Slowakei im Jahr 2017. Sie basiert auf den Auswertungen der ČNS IFPI, der Vertretung der tschechischen und slowakischen Musikindustrie. Grundlage sind die Rádio Top 100, die Singles Digitál Top 100 und die Albums Top 100.

## Singles
| ← 2016 ← | Liste der Nummer-eins-Hits in der Slowakei (Rádio Top 100) | Liste der Nummer-eins-Hits in der Slowakei (Rádio Top 100) | Liste der Nummer-eins-Hits in der Slowakei (Rádio Top 100) | 2018 →                                                                                |
| \| Zeitraum \| Wo. ges. \| Interpret \| Titel Autor(en) \| Zusätzliche Informationen \| \| (Zeitraum, Wochen auf Platz eins, Interpret, Titel, Autor[en], zusätzliche Informationen) \| \| \| \| \| \| ----------------------------------------------------------------------------------------- \| -------- \| ----------------------------- \| ------------------------------------------------------------------------------------------------------------------------------------------------------------------- \| ------------------------------------------------------------------------------------- \| \| 50. Woche 2016 – 3. Woche 2017 6 Wochen \| 6 \| LP \| Lost on You Michael Francis Gonzalez, Nathaniel J. Campany, Laura Pergolizzi \| – \| \| 4.–8. Woche 5 Wochen (insgesamt 7) \| 7 \| Rag ’n’ Bone Man \| Human Rory Graham, Jamie Hartman \| – \| \| 9. Woche 1 Woche (insgesamt 13) \| 13 \| Ed Sheeran \| Shape of You Ed Sheeran, Steve Mac, Johnny McDaid \| – \| \| 10. Woche 1 Woche \| 1 \| Robbie Williams \| Love My Life Robert Williams, Gary Go, Johnny McDaid \| – \| \| 11. Woche 1 Woche (insgesamt 13) \| 13 \| Ed Sheeran \| Shape of You Ed Sheeran, Steve Mac, Johnny McDaid \| – \| \| 12. Woche 1 Woche (insgesamt 7) \| 7 \| Rag ’n’ Bone Man \| Human Rory Graham, Jamie Hartman \| – \| \| 13.–23. Woche 11 Wochen (insgesamt 13) \| 13 \| Ed Sheeran \| Shape of You Ed Sheeran, Steve Mac, Johnny McDaid \| – \| \| 24. Woche 1 Woche \| 1 \| Luis Fonsi feat. Daddy Yankee \| Despacito Luis Fonsi, Erika Ender \| – \| \| 25.–26. Woche 2 Wochen \| 2 \| The Chainsmokers & Coldplay \| Something Just Like This Andrew Taggart, Will Champion, Guy Berryman, Jonny Buckland, Christopher Martin \| – \| \| 27. Woche 1 Woche (insgesamt 3) \| 3 \| Rag ’n’ Bone Man \| Skin Jamie Scott, Jonny Coffer, Rory Graham, Mike Needle, Dan Bryer \| – \| \| 28.–30. Woche 3 Wochen \| 3 \| Peter Bič Project \| Where Did You Go \| – \| \| 31.–32. Woche 2 Wochen (insgesamt 3) \| 3 \| Rag ’n’ Bone Man \| Skin Jamie Scott, Jonny Coffer, Rory Graham, Mike Needle, Dan Bryer \| – \| \| 33.–36. Woche 4 Wochen (insgesamt 6) \| 6 \| Ed Sheeran \| Galway Girl Liam Padraig Bradley, Niamh Dunne, Sean Brendan Graham, Johnny McDaid, Damien Gerard McKee, Eamon Murray, Edward Sheeran, Foy Vance, Amy Victoria Wadge \| – \| \| 37. Woche 1 Woche \| 1 \| Alle Farben & Janieck \| Little Hollywood Radboud Miedema, Janieck G. van de Polder, Wim Treuner, Justin Wildenhain, Frans Zimmer \| – \| \| 38.–39. Woche 2 Wochen (insgesamt 6) \| 6 \| Ed Sheeran \| Galway Girl Liam Padraig Bradley, Niamh Dunne, Sean Brendan Graham, Johnny McDaid, Damien Gerard McKee, Eamon Murray, Edward Sheeran, Foy Vance, Amy Victoria Wadge \| – \| \| 40.–41. Woche 2 Wochen (insgesamt 3) \| 3 \| Pink \| What About Us? Steve Mac, John McDaid, Alecia B. Moore \| – \| \| 42. Woche 1 Woche \| 1 \| Welshly Arms \| Legendary Sam Getz, James William Weaver \| – \| \| 43.–45. Woche 3 Wochen (insgesamt 4) \| 4 \| Emma Drobná \| Words \| Emma Drobná gewann 2015 die vierte Staffel der Castingshow Česko Slovenská SuperStar. \| \| 46. Woche 1 Woche (insgesamt 3) \| 3 \| Pink \| What About Us Steve Mac, John McDaid, Alecia B. Moore \| – \| \| 47. Woche 1 Woche (insgesamt 8) \| 8 \| Ed Sheeran \| Perfect Edward Christopher Sheeran \| – \| \| 48. Woche 1 Woche (insgesamt 4) \| 4 \| Emma Drobná \| Words \| – \| \| 49.–52. Woche 4 Wochen (insgesamt 8) \| 8 \| Ed Sheeran \| Perfect Edward Christopher Sheeran \| – \| |                                                            |                                                            | |                                                                                       |
| ← 2016 |                                                            |                                                            | | → 2018 →                                                                              |
| Zeitraum | Wo. ges.                                                   | Interpret                                                  | Titel Autor(en) | Zusätzliche Informationen                                                             |
| (Zeitraum, Wochen auf Platz eins, Interpret, Titel, Autor[en], zusätzliche Informationen) |                                                            |                                                            | |                                                                                       |
| 50. Woche 2016 – 3. Woche 2017 6 Wochen | 6                                                          | LP                                                         | Lost on You Michael Francis Gonzalez, Nathaniel J. Campany, Laura Pergolizzi                                                                                        | –                                                                                     |
| 4.–8. Woche 5 Wochen (insgesamt 7) | 7                                                          | Rag ’n’ Bone Man                                           | Human Rory Graham, Jamie Hartman | –                                                                                     |
| 9. Woche 1 Woche (insgesamt 13) | 13                                                         | Ed Sheeran                                                 | Shape of You Ed Sheeran, Steve Mac, Johnny McDaid | –                                                                                     |
| 10. Woche 1 Woche | 1                                                          | Robbie Williams                                            | Love My Life Robert Williams, Gary Go, Johnny McDaid | –                                                                                     |
| 11. Woche 1 Woche (insgesamt 13) | 13                                                         | Ed Sheeran                                                 | Shape of You Ed Sheeran, Steve Mac, Johnny McDaid | –                                                                                     |
| 12. Woche 1 Woche (insgesamt 7) | 7                                                          | Rag ’n’ Bone Man                                           | Human Rory Graham, Jamie Hartman | –                                                                                     |
| 13.–23. Woche 11 Wochen (insgesamt 13) | 13                                                         | Ed Sheeran                                                 | Shape of You Ed Sheeran, Steve Mac, Johnny McDaid | –                                                                                     |
| 24. Woche 1 Woche | 1                                                          | Luis Fonsi feat. Daddy Yankee                              | Despacito Luis Fonsi, Erika Ender | –                                                                                     |
| 25.–26. Woche 2 Wochen | 2                                                          | The Chainsmokers & Coldplay                                | Something Just Like This Andrew Taggart, Will Champion, Guy Berryman, Jonny Buckland, Christopher Martin                                                            | –                                                                                     |
| 27. Woche 1 Woche (insgesamt 3) | 3                                                          | Rag ’n’ Bone Man                                           | Skin Jamie Scott, Jonny Coffer, Rory Graham, Mike Needle, Dan Bryer                                                                                                 | –                                                                                     |
| 28.–30. Woche 3 Wochen | 3                                                          | Peter Bič Project                                          | Where Did You Go | –                                                                                     |
| 31.–32. Woche 2 Wochen (insgesamt 3) | 3                                                          | Rag ’n’ Bone Man                                           | Skin Jamie Scott, Jonny Coffer, Rory Graham, Mike Needle, Dan Bryer                                                                                                 | –                                                                                     |
| 33.–36. Woche 4 Wochen (insgesamt 6) | 6                                                          | Ed Sheeran                                                 | Galway Girl Liam Padraig Bradley, Niamh Dunne, Sean Brendan Graham, Johnny McDaid, Damien Gerard McKee, Eamon Murray, Edward Sheeran, Foy Vance, Amy Victoria Wadge | –                                                                                     |
| 37. Woche 1 Woche | 1                                                          | Alle Farben & Janieck                                      | Little Hollywood Radboud Miedema, Janieck G. van de Polder, Wim Treuner, Justin Wildenhain, Frans Zimmer                                                            | –                                                                                     |
| 38.–39. Woche 2 Wochen (insgesamt 6) | 6                                                          | Ed Sheeran                                                 | Galway Girl Liam Padraig Bradley, Niamh Dunne, Sean Brendan Graham, Johnny McDaid, Damien Gerard McKee, Eamon Murray, Edward Sheeran, Foy Vance, Amy Victoria Wadge | –                                                                                     |
| 40.–41. Woche 2 Wochen (insgesamt 3) | 3                                                          | Pink                                                       | What About Us? Steve Mac, John McDaid, Alecia B. Moore | –                                                                                     |
| 42. Woche 1 Woche | 1                                                          | Welshly Arms                                               | Legendary Sam Getz, James William Weaver | –                                                                                     |
| 43.–45. Woche 3 Wochen (insgesamt 4) | 4                                                          | Emma Drobná                                                | Words | Emma Drobná gewann 2015 die vierte Staffel der Castingshow Česko Slovenská SuperStar. |
| 46. Woche 1 Woche (insgesamt 3) | 3                                                          | Pink                                                       | What About Us Steve Mac, John McDaid, Alecia B. Moore | –                                                                                     |
| 47. Woche 1 Woche (insgesamt 8) | 8                                                          | Ed Sheeran                                                 | Perfect Edward Christopher Sheeran | –                                                                                     |
| 48. Woche 1 Woche (insgesamt 4) | 4                                                          | Emma Drobná                                                | Words | –                                                                                     |
| 49.–52. Woche 4 Wochen (insgesamt 8) | 8                                                          | Ed Sheeran                                                 | Perfect Edward Christopher Sheeran | –                                                                                     |

| ← 2016 ← | Liste der Nummer-eins-Hits in der Slowakei (Singles Digitál Top 100) | Liste der Nummer-eins-Hits in der Slowakei (Singles Digitál Top 100) | Liste der Nummer-eins-Hits in der Slowakei (Singles Digitál Top 100) | 2018 →                    |
| \| Zeitraum \| Wo. ges. \| Interpret \| Titel Autor(en) \| Zusätzliche Informationen \| \| (Zeitraum, Wochen auf Platz eins, Interpret, Titel, Autor[en], zusätzliche Informationen) \| \| \| \| \| \| ----------------------------------------------------------------------------------------- \| -------- \| ----------------------------------------- \| --------------------------------------------------------------------------------------------------------------------------------------------------------------------------------- \| ------------------------- \| \| 51. Woche 2016 – 1. Woche 2017 3 Wochen \| 3 \| Clean Bandit feat. Sean Paul & Anne-Marie \| Rockabye Jack Patterson, Steve Mac, Ammar Malik, Ina Wroldsen, Sean Paul Henriques \| – \| \| 2.–15. Woche 14 Wochen \| 14 \| Ed Sheeran \| Shape of You Ed Sheeran, Steve Mac, Johnny McDaid \| – \| \| 16.–33. Woche 18 Wochen \| 18 \| Luis Fonsi feat. Daddy Yankee \| Despacito Luis Fonsi, Erika Ender \| – \| \| 34. Woche 1 Woche \| 1 \| Justin Bieber feat. BloodPop \| Friends Justin Bieber, Justin Tranter, Julia Michaels, Michael Diamond \| – \| \| 35.–36. Woche 2 Wochen \| 2 \| Taylor Swift \| Look What You Made Me Do Jack Antonoff, Christopher Fairbrass, Richard Fairbrass, Robert Francis Manzoli, Taylor Swift \| – \| \| 37.–38. Woche 2 Wochen \| 2 \| Axwell Λ Ingrosso \| More Than You Know Sebastian Ingrosso, Salem Al Fakir, Axel Hedfors, Vincent Pontare, Richard Zastenker \| – \| \| 39.–43. Woche 5 Wochen (insgesamt 12) \| 12 \| Post Malone & 21 Savage \| Rockstar Austin Post, Shayaa Abraham-Joseph, Louis Bell, Olufunmibi Awoshiley \| – \| \| 44.–49. Woche 6 Wochen \| 6 \| Camila Cabello \| Havana Louis Russell Bell, Camila Cabello, Adam Feeney, Brittany Hazzard, Brian D. Lee, Brandon Perry, Alexandra Leah Tamposi, Jeffrey Williams, Pharrell Williams, Andrew Wotman \| – \| \| 50. Woche 1 Woche (insgesamt 12) \| 12 \| Post Malone & 21 Savage \| Rockstar Austin Post, Shayaa Abraham-Joseph, Louis Bell, Olufunmibi Awoshiley \| – \| \| 51. Woche 2017 – 2. Woche 2018 4 Wochen \| 4 \| Ego \| V meste snov \| – \| |                                                                      |                                                                      | |                           |
| ← 2016 |                                                                      |                                                                      | | → 2018 →                  |
| Zeitraum | Wo. ges.                                                             | Interpret                                                            | Titel Autor(en) | Zusätzliche Informationen |
| (Zeitraum, Wochen auf Platz eins, Interpret, Titel, Autor[en], zusätzliche Informationen) |                                                                      |                                                                      | |                           |
| 51. Woche 2016 – 1. Woche 2017 3 Wochen | 3                                                                    | Clean Bandit feat. Sean Paul & Anne-Marie                            | Rockabye Jack Patterson, Steve Mac, Ammar Malik, Ina Wroldsen, Sean Paul Henriques                                                                                                | –                         |
| 2.–15. Woche 14 Wochen | 14                                                                   | Ed Sheeran                                                           | Shape of You Ed Sheeran, Steve Mac, Johnny McDaid | –                         |
| 16.–33. Woche 18 Wochen | 18                                                                   | Luis Fonsi feat. Daddy Yankee                                        | Despacito Luis Fonsi, Erika Ender | –                         |
| 34. Woche 1 Woche | 1                                                                    | Justin Bieber feat. BloodPop                                         | Friends Justin Bieber, Justin Tranter, Julia Michaels, Michael Diamond | –                         |
| 35.–36. Woche 2 Wochen | 2                                                                    | Taylor Swift                                                         | Look What You Made Me Do Jack Antonoff, Christopher Fairbrass, Richard Fairbrass, Robert Francis Manzoli, Taylor Swift                                                            | –                         |
| 37.–38. Woche 2 Wochen | 2                                                                    | Axwell Λ Ingrosso                                                    | More Than You Know Sebastian Ingrosso, Salem Al Fakir, Axel Hedfors, Vincent Pontare, Richard Zastenker                                                                           | –                         |
| 39.–43. Woche 5 Wochen (insgesamt 12) | 12                                                                   | Post Malone & 21 Savage                                              | Rockstar Austin Post, Shayaa Abraham-Joseph, Louis Bell, Olufunmibi Awoshiley | –                         |
| 44.–49. Woche 6 Wochen | 6                                                                    | Camila Cabello                                                       | Havana Louis Russell Bell, Camila Cabello, Adam Feeney, Brittany Hazzard, Brian D. Lee, Brandon Perry, Alexandra Leah Tamposi, Jeffrey Williams, Pharrell Williams, Andrew Wotman | –                         |
| 50. Woche 1 Woche (insgesamt 12) | 12                                                                   | Post Malone & 21 Savage                                              | Rockstar Austin Post, Shayaa Abraham-Joseph, Louis Bell, Olufunmibi Awoshiley | –                         |
| 51. Woche 2017 – 2. Woche 2018 4 Wochen | 4                                                                    | Ego                                                                  | V meste snov | –                         |

## Alben
| ← 2016 ← | Liste der Nummer-eins-Hits in der Slowakei | Liste der Nummer-eins-Hits in der Slowakei | Liste der Nummer-eins-Hits in der Slowakei     | 2018 →                                                                                     |
| \| Zeitraum \| Wo. ges. \| Interpret \| Titel \| Zusätzliche Informationen \| \| (Zeitraum, Wochen auf Platz eins, Interpret, Titel, zusätzliche Informationen) \| \| \| \| \| \| ------------------------------------------------------------------------------ \| -------- \| --------------------------------- \| ---------------------------------------------- \| ------------------------------------------------------------------------------------------ \| \| 51. Woche 2016 – 7. Woche 2017 9 Wochen \| 9 \| Rytmus \| Krstný otec \| – \| \| 8. Woche 1 Woche \| 1 \| The Weeknd \| Starboy \| – \| \| 9. Woche 1 Woche (insgesamt 4) \| 4 \| Kali \| Dezert \| – \| \| 10. Woche 1 Woche (insgesamt 9) \| 9 \| Ed Sheeran \| ÷ \| – \| \| 11. Woche 1 Woche (insgesamt 4) \| 4 \| Kali \| Dezert \| – \| \| 12.–13. Woche 2 Wochen \| 2 \| Depeche Mode \| Spirit \| – \| \| 14.–15. Woche 2 Wochen (insgesamt 9) \| 9 \| Ed Sheeran \| ÷ \| – \| \| 16. Woche 1 Woche \| 1 \| Kendrick Lamar \| Damn \| – \| \| 17.–18. Woche 2 Wochen (insgesamt 4) \| 4 \| Kali \| Dezert \| – \| \| 19. Woche 1 Woche (insgesamt 9) \| 9 \| Ed Sheeran \| ÷ \| – \| \| 20. Woche 1 Woche \| 1 \| Harry Styles \| Harry Styles \| – \| \| 21.–23. Woche 3 Wochen (insgesamt 9) \| 9 \| Ed Sheeran \| ÷ \| – \| \| 24. Woche 1 Woche \| 1 \| Momo \| Riival \| – \| \| 25. Woche 1 Woche (insgesamt 9) \| 9 \| Ed Sheeran \| ÷ \| – \| \| 26. Woche 1 Woche \| 1 \| Imagine Dragons \| Evolve \| – \| \| 27.–29. Woche 3 Wochen \| 3 \| Separ \| Pancier \| – \| \| 30.–36. Woche 7 Wochen (insgesamt 8) \| 8 \| Dara Rolins \| ETC \| – \| \| 37. Woche 1 Woche (insgesamt 9) \| 9 \| Ed Sheeran \| ÷ \| – \| \| 38. Woche 1 Woche (insgesamt 8) \| 8 \| Dara Rolins \| ETC \| – \| \| 39. Woche 1 Woche (insgesamt 2) \| 2 \| Horkýže Slíže \| Pustite Karola! \| – \| \| 40. Woche 1 Woche \| 1 \| Heartbeat \| Kam ma zavolá \| – \| \| 41. Woche 1 Woche (insgesamt 2) \| 2 \| Horkýže Slíže \| Pustite Karola! \| – \| \| 42. Woche 1 Woche \| 1 \| Pink \| Beautiful Trauma \| – \| \| 43. Woche 1 Woche \| 1 \| Mária Čírová \| #2017 \| – \| \| 44. Woche 1 Woche \| 1 \| Desmod \| Molekuly zvuku \| – \| \| 45. Woche 1 Woche \| 1 \| Emma Drobná \| You Should Know \| Nach den Singlecharts erobert der Česko Slovenská SuperStar von 2015 auch die Albumcharts. \| \| 46. Woche 1 Woche \| 1 \| Mária Podhradská & Richard Čanaky \| Piesne z DVD Spievankovo 6 a Kráľovná Harmónia \| – \| \| 47. Woche 1 Woche \| 1 \| Pil C \| V rádiu hrál Elán, keď umrel ... \| – \| \| 48. Woche 1 Woche \| 1 \| Radostné Vianoce \| Šarišan \| – \| \| 49.–50. Woche 2 Wochen \| 2 \| Miro Jaroš \| Tešíme sa na Ježiška \| – \| \| 51. Woche 2017 – 16. Woche 2018 18 Wochen (insgesamt 22) \| 22 \| Ego \| Precedens \| – \| |                                            |                                            |                                                |                                                                                            |
| ← 2016 |                                            |                                            |                                                | → 2018 →                                                                                   |
| Zeitraum | Wo. ges.                                   | Interpret                                  | Titel                                          | Zusätzliche Informationen                                                                  |
| (Zeitraum, Wochen auf Platz eins, Interpret, Titel, zusätzliche Informationen) |                                            |                                            |                                                |                                                                                            |
| 51. Woche 2016 – 7. Woche 2017 9 Wochen | 9                                          | Rytmus                                     | Krstný otec                                    | –                                                                                          |
| 8. Woche 1 Woche | 1                                          | The Weeknd                                 | Starboy                                        | –                                                                                          |
| 9. Woche 1 Woche (insgesamt 4) | 4                                          | Kali                                       | Dezert                                         | –                                                                                          |
| 10. Woche 1 Woche (insgesamt 9) | 9                                          | Ed Sheeran                                 | ÷                                              | –                                                                                          |
| 11. Woche 1 Woche (insgesamt 4) | 4                                          | Kali                                       | Dezert                                         | –                                                                                          |
| 12.–13. Woche 2 Wochen | 2                                          | Depeche Mode                               | Spirit                                         | –                                                                                          |
| 14.–15. Woche 2 Wochen (insgesamt 9) | 9                                          | Ed Sheeran                                 | ÷                                              | –                                                                                          |
| 16. Woche 1 Woche | 1                                          | Kendrick Lamar                             | Damn                                           | –                                                                                          |
| 17.–18. Woche 2 Wochen (insgesamt 4) | 4                                          | Kali                                       | Dezert                                         | –                                                                                          |
| 19. Woche 1 Woche (insgesamt 9) | 9                                          | Ed Sheeran                                 | ÷                                              | –                                                                                          |
| 20. Woche 1 Woche | 1                                          | Harry Styles                               | Harry Styles                                   | –                                                                                          |
| 21.–23. Woche 3 Wochen (insgesamt 9) | 9                                          | Ed Sheeran                                 | ÷                                              | –                                                                                          |
| 24. Woche 1 Woche | 1                                          | Momo                                       | Riival                                         | –                                                                                          |
| 25. Woche 1 Woche (insgesamt 9) | 9                                          | Ed Sheeran                                 | ÷                                              | –                                                                                          |
| 26. Woche 1 Woche | 1                                          | Imagine Dragons                            | Evolve                                         | –                                                                                          |
| 27.–29. Woche 3 Wochen | 3                                          | Separ                                      | Pancier                                        | –                                                                                          |
| 30.–36. Woche 7 Wochen (insgesamt 8) | 8                                          | Dara Rolins                                | ETC                                            | –                                                                                          |
| 37. Woche 1 Woche (insgesamt 9) | 9                                          | Ed Sheeran                                 | ÷                                              | –                                                                                          |
| 38. Woche 1 Woche (insgesamt 8) | 8                                          | Dara Rolins                                | ETC                                            | –                                                                                          |
| 39. Woche 1 Woche (insgesamt 2) | 2                                          | Horkýže Slíže                              | Pustite Karola!                                | –                                                                                          |
| 40. Woche 1 Woche | 1                                          | Heartbeat                                  | Kam ma zavolá                                  | –                                                                                          |
| 41. Woche 1 Woche (insgesamt 2) | 2                                          | Horkýže Slíže                              | Pustite Karola!                                | –                                                                                          |
| 42. Woche 1 Woche | 1                                          | Pink                                       | Beautiful Trauma                               | –                                                                                          |
| 43. Woche 1 Woche | 1                                          | Mária Čírová                               | #2017                                          | –                                                                                          |
| 44. Woche 1 Woche | 1                                          | Desmod                                     | Molekuly zvuku                                 | –                                                                                          |
| 45. Woche 1 Woche | 1                                          | Emma Drobná                                | You Should Know                                | Nach den Singlecharts erobert der Česko Slovenská SuperStar von 2015 auch die Albumcharts. |
| 46. Woche 1 Woche | 1                                          | Mária Podhradská & Richard Čanaky          | Piesne z DVD Spievankovo 6 a Kráľovná Harmónia | –                                                                                          |
| 47. Woche 1 Woche | 1                                          | Pil C                                      | V rádiu hrál Elán, keď umrel ...               | –                                                                                          |
| 48. Woche 1 Woche | 1                                          | Radostné Vianoce                           | Šarišan                                        | –                                                                                          |
| 49.–50. Woche 2 Wochen | 2                                          | Miro Jaroš                                 | Tešíme sa na Ježiška                           | –                                                                                          |
| 51. Woche 2017 – 16. Woche 2018 18 Wochen (insgesamt 22) | 22                                         | Ego                                        | Precedens                                      | –                                                                                          |